# Schahrzad Mansouri
Schahrzad Mansouri (* 6. Juli 1969 in Teheran) ist eine deutsche Karateka. Sie gewann Bronze bei der Weltmeisterschaft 1996, wirkte als Bundesjugendtrainerin und trägt den 5. Dan im Shōtōkan-Karate.

## Leben
Mansouri wuchs als Tochter deutsch-iranischer Eltern zunächst im Iran auf. Nach der Iranischen Revolution kam sie 1979 mit ihrer Familie nach Deutschland. Als Dreizehnjährige begann sie 1983 in Bad Mergentheim mit dem Karatetraining. Im Jahr 1989 wurde sie in den Bundeskader berufen.
Zu ihren größten Erfolgen als Athletin zählt der Gewinn der Bronzemedaille bei der Karate-Weltmeisterschaft 1996 in der Disziplin Kata Einzel. Außerdem war sie zwischen 1991 und 2000 neun Mal Deutsche Meisterin, errang 1995 den Titel Vize-Europameisterin Kata und gewann sechs Mal den Shōtōkan World Cup.
Von 2000 bis 2012 betreute sie als Bundesjugendtrainerin im Deutschen Karateverband den Perspektivkader Kata für Schülerinnen und Schüler. Parallel dazu war sie als Trainerin im Budocenter Frankfurt des Bundestrainers Efthimios Karamitsos tätig. Auch war sie Vizepräsidentin des Hessischen Fachverbandes für Karate (HFK).
Seit 2013 betreibt sie gemeinsam mit Sigi Hartl, der ebenfalls ein erfolgreicher Athlet in der Disziplin Kata war, ein Karatestudio in Offenbach. Beide geben regelmäßig Lehrgänge im deutschsprachigen Raum.